# Campionato sudafricano di Formula 1 1960
La stagione 1960 del Campionato sudafricano di Formula 1 fu la prima della serie. Partì il 1º gennaio e terminò l'11 novembre, dopo 7 gare. Il campionato venne vinto da Syd van der Vyver che utilizzò una Cooper-Alfa Romeo.

## Risultati e classifiche

### Risultati
| Gara | Gran Premio                   | Circuito                                  | Data       | Vincitore         | Vettura              |
| ---- | ----------------------------- | ----------------------------------------- | ---------- | ----------------- | -------------------- |
| 1    | Gran Premio del Sudafrica     | Circuito di East London                   | 1º gennaio | Syd van der Vyver | Cooper-Alfa Romeo    |
| 2    | False Bay 100                 | Circuito di Belleville                    | 9 gennaio  | Don Philp         | Cooper-Climax        |
| 3    | Pat Fairfield Memorial Trophy | Circuito di Roy Hesketh, Pietermaritzburg | 7 febbraio | Syd van der Vyver | Cooper 45-Alfa Romeo |
| 4    | Rand Autumn Trophy            | Circuito di Grand Central                 | 19 marzo   | Syd van der Vyver | Cooper 45-Alfa Romeo |
| 5    | Coronation 100                | Circuito di Roy Hesketh, Pietermaritzburg | 18 aprile  | Syd van der Vyver | Cooper 45-Alfa Romeo |
| 6    | Union Day Race                | Circuito di Grand Central                 | 31 maggio  | George Cannell    | Cooper-Chevrolet     |
| 7    | Border 100                    | Circuito di East London                   | 11 luglio  | Syd van der Vyver | Cooper 45-Alfa Romeo |

### Classifica Piloti
| Punti | 8 | 6 | 4 | 3 | 2 | 1 |

Contano solo i tre migliori risultati. Per essere classificati bisogna competere in almeno tre gare, in due provincie diverse.
| Pos | Pilota            | Punti |
| --- | ----------------- | ----- |
| 1   | Syd van der Vyver | 24    |
| 2   | Don Philp         | 20    |
| 3   | Doug Serrurier    | 18    |
| 4   | George Cannell    | 16    |
| 5   | Ian Fraser-Jones  | 7     |
| 6   | John Love         | 7     |
| 7   | George Mennie     | 6     |
| 8   | Bruce Johnstone   | 5     |
| 9   | Bill Jennings     | 4     |
| 9   | Dave Hume         | 4     |
| 9   | Dave Wright       | 4     |
| 9   | Cecil Hooper      | 4     |
| 13  | Tony Maggs        | 3     |
| 13  | Bill Dunlop       | 3     |
| 13  | Mitch Mitchell    | 3     |
| 16  | Sam Tingle        | 2     |
| 16  | Neville Austin    | 2     |
| 18  | Rauten Hartman    | 1     |
| 18  | Clive Trundell    | 1     |
| 18  | Dawie Gous        | 1     |
| Pos | Pilota            | Punti |